# Гетеборг
Гетеборг (швед. Göteborg) други је по величини и значају град Шведске и средиште њеног југозападног дела. Град има значај изван граница државе, па се сматра петим по значају градом у Нордијским државама. Гетеборг је истовремено и једна од општина у оквиру Вестра Јеталанд округа. Данас Гетеборг има око 600 хиљада становника, а шире градско окружење више од милион.
Гетеборг је данас космополитски град и културно, привредно и управно средиште северне Европе.

## Порекло назива
Назив града води порекло од старогерманског племена Гота. Од њих је прво настао назив области око града, Готске (швед. Gothia, Götland) и реке на којој се град налази (швед. Göta älv). На савременом шведском име града се изговара Јтебури.

## Географија
Град Гетеборг се налази у југозападном делу Шведске и Скандинавског полуострва.
Град се налази на средокраћи путева између најближа три главна града:
- од главног града Шведске, Стокхолма, град је удаљен 470 км југозападно;
- од главног града Норвешке, Осла, град је удаљен 290 км јужно;
- од главног града Данске, Копенхагена, град је удаљен 320 км северно.

## Историја
Подручје Гетеборга било је насељено још у време праисторије. Прво стално насеље на датом подручју јавља се у средњем веку, али је било без већег значаја.
У 16. и 17. веку ширење граница Шведске ка западу допринело је њеном изласку на обалу Северног мора између Норвешке и Данске (тада у заједничком краљевству). Како се дати излаз јавио у области Гетеборга, положај града постаје изванредно повољан, као „прозор Шведске на Запад”. У складу са потребама, шведски краљ Густав Адолф II започео оснивање новог града на датом месту 1603. године, да би после одређених немира то и успео 1621. године.
Првих 50-ак година главна опасност по град била је од холандских надзорника, чији је утицај отклоњен 1652. године. У исто време поседи Шведске на Северном мору се шире, па град више није угрожен од блиских суседа. После тога град се полако развија у највећу шведску луку на Северном мору, а потом и у велики град и средиште власти и културе.
Нови полет Гетеборг доживљава у другој половини 19. века са доласком индустрије и железнице. Ово благостање траје и дан-данас.

## Географски положај

### Рељеф
Гетеборг се развио око ушћа реке Јете Олв (швед. Göta), која се овде улива у море. Град се развио са обе стране реке, у невеликој долини, која се брзо претвара у брегове. Стога је градско подручје бреговито, а надморска висина се креће 0—60 м.

### Воде
Гетеборг се развио на ушћу реке Јета Олв, која је отока језера Ветерн у море. Река се улива у Категат, пространи залив Северног мора. Ушће је широко, па је имало одлике природне луке, што створило услове за развој великог и важног града.
Испред Гетеборга се налази низ малих острва. Она су махом каменита, али су близу града и са изванредним условима за спортове на води. Стога су она важна викенд-одредишта градског становништва жељног одмора.

### Клима
У Гетеборгу клима је континентална са утицајем мора и крајњих огранака Голфске струје. Стога су зиме блаже, а лета свежија у односу на дату географску ширину.
| Клима Гетеборг, 1981—2010 (сун. 1961—1990; екст. 1901—) | Клима Гетеборг, 1981—2010 (сун. 1961—1990; екст. 1901—) | Клима Гетеборг, 1981—2010 (сун. 1961—1990; екст. 1901—) | Клима Гетеборг, 1981—2010 (сун. 1961—1990; екст. 1901—) | Клима Гетеборг, 1981—2010 (сун. 1961—1990; екст. 1901—) | Клима Гетеборг, 1981—2010 (сун. 1961—1990; екст. 1901—) | Клима Гетеборг, 1981—2010 (сун. 1961—1990; екст. 1901—) | Клима Гетеборг, 1981—2010 (сун. 1961—1990; екст. 1901—) | Клима Гетеборг, 1981—2010 (сун. 1961—1990; екст. 1901—) | Клима Гетеборг, 1981—2010 (сун. 1961—1990; екст. 1901—) | Клима Гетеборг, 1981—2010 (сун. 1961—1990; екст. 1901—) | Клима Гетеборг, 1981—2010 (сун. 1961—1990; екст. 1901—) | Клима Гетеборг, 1981—2010 (сун. 1961—1990; екст. 1901—) | Клима Гетеборг, 1981—2010 (сун. 1961—1990; екст. 1901—) |
| Показатељ \ Месец                                       | .Јан.                                                   | .Феб.                                                   | .Мар.                                                   | .Апр.                                                   | .Мај.                                                   | .Јун.                                                   | .Јул.                                                   | .Авг.                                                   | .Сеп.                                                   | .Окт.                                                   | .Нов.                                                   | .Дец.                                                   | .Год.                                                   |
| ------------------------------------------------------- | ------------------------------------------------------- | ------------------------------------------------------- | ------------------------------------------------------- | ------------------------------------------------------- | ------------------------------------------------------- | ------------------------------------------------------- | ------------------------------------------------------- | ------------------------------------------------------- | ------------------------------------------------------- | ------------------------------------------------------- | ------------------------------------------------------- | ------------------------------------------------------- | ------------------------------------------------------- |
| Апсолутни максимум, °C (°F)                             | 10,8 (51,4)                                             | 11,2 (52,2)                                             | 18,9 (66)                                               | 28,5 (83,3)                                             | 29,8 (85,6)                                             | 32,0 (89,6)                                             | 33,8 (92,8)                                             | 33,5 (92,3)                                             | 28,5 (83,3)                                             | 20,7 (69,3)                                             | 14,5 (58,1)                                             | 12,7 (54,9)                                             | 33,8 (92,8)                                             |
| Максимум, °C (°F)                                       | 2,0 (35,6)                                              | 2,2 (36)                                                | 5,2 (41,4)                                              | 10,6 (51,1)                                             | 16,0 (60,8)                                             | 18,6 (65,5)                                             | 21,1 (70)                                               | 20,4 (68,7)                                             | 16,4 (61,5)                                             | 11,5 (52,7)                                             | 6,4 (43,5)                                              | 3,2 (37,8)                                              | 11,2 (52,2)                                             |
| Просек, °C (°F)                                         | −0,5 (31,1)                                             | −0,5 (31,1)                                             | 1,9 (35,4)                                              | 6,3 (43,3)                                              | 11,2 (52,2)                                             | 14,3 (57,7)                                             | 16,8 (62,2)                                             | 16,4 (61,5)                                             | 12,6 (54,7)                                             | 8,3 (46,9)                                              | 3,8 (38,8)                                              | 0,6 (33,1)                                              | 7,7 (45,9)                                              |
| Минимум, °C (°F)                                        | −3,0 (26,6)                                             | −3,2 (26,2)                                             | −1,4 (29,5)                                             | 2,0 (35,6)                                              | 6,4 (43,5)                                              | 10,1 (50,2)                                             | 12,6 (54,7)                                             | 12,3 (54,1)                                             | 8,8 (47,8)                                              | 5,1 (41,2)                                              | 1,2 (34,2)                                              | −2,0 (28,4)                                             | 4,1 (39,4)                                              |
| Апсолутни минимум, °C (°F)                              | −26,0 (−14,8)                                           | −22,8 (−9)                                              | −19,2 (−2,6)                                            | −11,0 (12,2)                                            | −4,3 (24,3)                                             | 1,8 (35,2)                                              | 5,3 (41,5)                                              | 3,5 (38,3)                                              | −2,5 (27,5)                                             | −8,5 (16,7)                                             | −13,5 (7,7)                                             | −21,9 (−7,4)                                            | −26,0 (−14,8)                                           |
| Количина падавина, mm (in)                              | 84,2 (3,315)                                            | 57,1 (2,248)                                            | 58,5 (2,303)                                            | 48,6 (1,913)                                            | 54,0 (2,126)                                            | 73,1 (2,878)                                            | 75,2 (2,961)                                            | 83,7 (3,295)                                            | 73,2 (2,882)                                            | 95,9 (3,776)                                            | 84,8 (3,339)                                            | 86,5 (3,406)                                            | 874,8 (34,442)                                          |
| Дани са падавинама                                      | 12                                                      | 9                                                       | 9                                                       | 8                                                       | 8                                                       | 10                                                      | 9                                                       | 11                                                      | 10                                                      | 12                                                      | 12                                                      | 12                                                      | 122                                                     |
| Сунчани сати — месечни просек                           | 44                                                      | 69                                                      | 167                                                     | 211                                                     | 239                                                     | 256                                                     | 234                                                     | 196                                                     | 168                                                     | 99                                                      | 47                                                      | 32                                                      | 1.762                                                   |
| Извор #1: NOAA                                          |                                                         |                                                         |                                                         |                                                         |                                                         |                                                         |                                                         |                                                         |                                                         |                                                         |                                                         |                                                         |                                                         |
| Извор #2: Météo Climat                                  |                                                         |                                                         |                                                         |                                                         |                                                         |                                                         |                                                         |                                                         |                                                         |                                                         |                                                         |                                                         |                                                         |

## Становништво
Гетеборг је данас други по величини град. Град има око 550.000 становника (податак из 2010. г.), а шире градско подручје око 950 хиљада становника. Последњих деценија број становника у граду брзо расте.
До средине 20. века Гетеборг су насељавали искључиво етнички Швеђани. Међутим, са јачањем усељавања у Шведску, становништво града је постало шароликије. По последњим подацима око 78% чине етнички Швеђани, док су остало усељеници. Најстарију досељеничку скупину чине Финци (7%), чије је досељавање трајало до током прве половине 20. века. Последњих година њих су претекли усељеници из Ирана (9%) и Ирака (8%).

## Привреда
Данас је Гетеборг савремени град, који по привредном значају припада самом врху међу градовима северне Европе, као једног од најразвијенијих делова Света.
Индустрија
Индустрија у Гетеборгу има корене још у преради рибе и бродоградњи из 18. века. Крајем 19. века дошло до савремене индустријализације у граду. Мада данас индустрија не игра толико пресудну улогу градској привреди као до пре пар деценија, она је и данас веома присутна и високо развијена. Најважнија предузећа су "Волво", "Ериксон" и "СКФ".
Саобраћај
Саобраћај је веома важан део градске привреде. Гетеборг је већ вековима важна лука Шведске, а данас и највећа у целој Скандинавији, као најближа Атлантику и западној Европи. Поред тога, град је и важно путно чвориште, раскршће путева од Стокхолма, Осла и Копенхагена. 30 км источно од града налази се и савремени аеродром Ландветер.
Терцијарни и квартарни сектор
Ови сектори играју све већу улогу у градској привреди. Последњих деценија посебно се развијају трговина, услуге и туризам, као и област банкарства и стручних услуга.

## Знаменитости
Гетеборг, као и сваки велики град Европе, има низ знаменитости, које су неизоставан део градске културе, а значајно доприносе и градској привреди (туризам, трговина).
Град има добро очувано старо градско језгро, које је до почетка 19. века било окружено зидинама. И данас је оно смештено на вештачки насталом острву.
Од појединачних грађевина потребо је споменути:
- Градска саборна црква из прве половине 19. века, у стилу северњачког класицизма,
- Здање старог суда, зграда из 1874. године, у стилу академизма,
- Рибља пијаца, један од симбола града,
- Главна железничка станица, спој више стилова из свих епоха од 1850. године,
- Гетеборшка опера, савремено здање, завршено 1994. године,
- Универзитет у Гетеборгу, основан крајем 19. века, данас један од највећих у Скандинавији,
- Стадион Улеви, највећи стадион у Скандинавији.

## Галерија
- Поглед на Гетеборг
- Градска саборна црква
- Градска кућа Гетеборга
- Универзитет у Гетеборгу
- Нови део средишњег Гетеборга
- Главна железничка станица
- Гетеборшка опера
- Улеви стадион